# Собачий (приток Чуружа)
Собачий — ручей в России, протекает по территории Сосновецкого сельского поселения Беломорского района Республики Карелии. Длина ручья — 10 км.
Ручей берёт начало из болота без названия и далее течёт преимущественно в юго-восточном направлении по заболоченной местности.
Ручей в общей сложности имеет пять малых притоков суммарной длиной 4,5 км.
Втекает на высоте 104,4 м над уровнем моря в реку Чуруж, впадающую в реку Охту. Последняя впадает в реку Кемь.
Населённые пункты на ручье отсутствуют.
Код объекта в государственном водном реестре — 02020001012202000004747.